# Список прем'єр-міністрів Бангладеш
Список прем'єр-міністрів Бангладеш складається з 10 осіб. Прем'єр-міністр в Народній Республіці Бангладеш має бути членом парламенту, що отримує довіру більшості депутатів . Прем'єр-міністра призначає Президент Бангладеш. В список включені також один головний міністр і 5 безпартійних Головних радників, які очолювали перехідні уряди та мали повноваження близькі до прем'єр-міністровських. Окремо наведено список 5 президентів, які керували урядом, Адміністрацією воєнного стану або перехідною радою за часів, коли посада прем'єр-міністра була скасована.
Форма правління Бангладеш змінювалась кілька разів . Перехід від парламентської до президентської республіки та однопартійної системи стався в січні 1975 року. Під час воєнного перевороту 15 серпня 1975 року та через 3 місяці після нього трьох перших прем'єр-міністрів країни було вбито. Перший перехід виконавчої влади від Адміністрації воєнного стану до Кабінету міністрів стався в 1978—1979 роках, другий — в 1984 році. Парламентська форма правління була повернута в 1991 році. Прем'єр-міністр набув статусу виконавчого голови держави. З 1996 року 13-та конституційна поправка передбачала створення безпартійних перехідних урядів під керівництвом Головного радника на строк до 90 днів для організації виборів. В 2011 році Верховний суд вирішив, що така система не відповідає конституції . В червні того ж року система безпартійних перехідних урядів була скасована парламентом.

## Прем'єр-міністри та керівники перехідних урядів
Представництво за політичними партіями:
| Авамі Ліг і БАКСАЛ | Націоналістична партія Бангладеш | Джатія | Безпартійні |

| №                                                       | Фото | Ім'я (роки життя)                                       | англ. Name бенг. নাম                                                         | Початок правління | Кінець правління | Партія                           |
| ------------------------------------------------------- | ---- | ------------------------------------------------------- | --------------------------------------------------------------------------- | ----------------- | ---------------- | -------------------------------- |
| 1                                                       |      | Таджуддін Ахмед (1925—1975)                             | англ. Tajuddin Ahmad бенг. তাজউদ্দীন আহমদ, трансліт. তাজউদ্দীন আহমদ               | 11 квітня 1971    | 12 січня 1972    | Авамі Ліг                        |
| 2                                                       |      | Муджибур Рахман (1920—1975)                             | англ. Sheikh Mujibur Rahman бенг. শেখ মুজিবুর রহমান, трансліт. শেখ মুজিবুর রহমান      | 12 січня 1972     | 25 січня 1975    | Авамі Ліг                        |
| 3                                                       |      | Мансур Алі (1919—1975)                                  | англ. Muhammad Mansur Ali бенг. মোঃ মনসুর আলী, трансліт. মোঃ মনসুর আলী              | 26 січня 1975     | 15 серпня 1975   | БАКСАЛ                           |
| Посада скасована (з 15 серпня 1975 до 29 червня 1978)   |      |                                                         |                                                                             |                   |                  |                                  |
| гм-1                                                    |      | Машиур Рахман (1924—1979) Головний міністр              | англ. Mashiur Rahman бенг. মশিউর রহমান, трансліт. মশিউর রহমান                   | 29 червня 1978    | 12 березня 1979  | Націоналістична партія Бангладеш |
| 4                                                       |      | Азізур Рахман (1925—1988)                               | англ. Shah Azizur Rahman бенг. শাহ আজিজুর রহমান, трансліт. শাহ আজিজুর রহমান         | 15 квітня 1979    | 24 березня 1982  | Націоналістична партія Бангладеш |
| Посада скасована (з 24 березня 1982 до 30 березня 1984) |      |                                                         |                                                                             |                   |                  |                                  |
| 5                                                       |      | Атаур Рахман Хан (1907—1991)                            | англ. Ataur Rahman Khan бенг. আতাউর রহমান খান, трансліт. আতাউর রহমান খান          | 30 березня 1984   | 9 липня 1986     | Джатія                           |
| 6                                                       |      | Мізанур Чоудхурі (1928—2006)                            | англ. Mizanur Rahman Chowdhury бенг. মিজানুর রহমান চৌধুরী, трансліт. মিজানুর রহমান চৌধুরী | 9 липня 1986      | 27 березня 1988  | Джатія                           |
| 7                                                       |      | Маудуд Ахмед (1940—2021)                                | англ. Moudud Ahmed бенг. মওদুদ আহমেদ, трансліт. মওদুদ আহমেদ                     | 27 березня 1988   | 12 серпня 1989   | Джатія                           |
| 8                                                       |      | Казі Ахмед (1939—2015)                                  | англ. Kazi Zafar Ahmed бенг. কাজী জাফর আহমেদ, трансліт. কাজী জাফর আহমেদ             | 12 серпня 1989    | 6 грудня 1990    | Джатія                           |
| Посада скасована (з 6 грудня 1990 до 20 березня 1991)   |      |                                                         |                                                                             |                   |                  |                                  |
| 9.1                                                     |      | Халеда Зіа (1944—)                                      | англ. Khaleda Zia бенг. খালেদা জিয়া, трансліт. খালেদা জিয়া                            | 20 березня 1991   | 30 березня 1996  | Націоналістична партія Бангладеш |
| гр-1                                                    |      | Хабібур Рахман (1928—2014) Головний радник              | англ. Habibur Rahman бенг. মুহাম্মদ হাবিবুর রহমান, трансліт. মুহাম্মদ হাবিবুর রহমান       | 30 березня 1996   | 23 червня 1996   | Безпартійний                     |
| 10.1                                                    |      | Хасіна Вазед (1947—)                                    | англ. Sheikh Hasina бенг. শেখ হাসিনা, трансліт. শেখ হাসিনা                          | 23 червня 1996    | 15 липня 2001    | Авамі Ліг                        |
| гр-2                                                    |      | Латіфур Рахман (1936—) Головний радник                  | англ. Latifur Rahman бенг. লতিফুর রহমান, трансліт. লতিফুর রহমান                   | 15 липня 2001     | 10 жовтня 2001   | Безпартійний                     |
| 9.2                                                     |      | Халеда Зіа (1944—)                                      | англ. Khaleda Zia бенг. খালেদা জিয়া, трансліт. খালেদা জিয়া                            | 10 жовтня 2001    | 29 жовтня 2006   | Націоналістична партія Бангладеш |
| гр-3                                                    |      | Яджуддін Ахмед (1931—2012) Президент та Головний радник | англ. Iajuddin Ahmed бенг. ইয়াজউদ্দিন আহম্মেদ, трансліт. ইয়াজউদ্দিন আহম্মেদ           | 29 жовтня 2006    | 11 січня 2007    | Безпартійний                     |
| гр-4                                                    |      | Фазлул Хаке (1938—) Головний радник (в.о.)              | англ. Fazlul Haque бенг. ফজলুল হক                                            | 11 січня 2007     | 12 січня 2007    | Безпартійний                     |
| гр-5                                                    |      | Фахруддін Ахмед (1940—) Головний радник                 | англ. Fakhruddin Ahmed бенг. ফখরুদ্দীন আহমদ, трансліт. ফখরুদ্দীন আহমদ             | 12 січня 2007     | 6 січня 2009     | Безпартійний                     |
| 10.2                                                    |      | Хасіна Вазед (1947—)                                    | англ. Sheikh Hasina бенг. শেখ হাসিনা, трансліт. শেখ হাসিনা                          | 6 січня 2009      | 5 серпня 2024    | Авамі Ліг                        |
| в.о.                                                    |      | Мохаммад Юнус (1940—)                                   | англ. Muhammad Yunus бенг. মুহাম্মদ ইউনুস, трансліт. মুহাম্মদ ইউনুস                 | 6 серпня 2024     |                  | Безпартійний                     |

## Президенти— керівники уряду, Адміністрації воєнного стану або перехідної ради
| Авамі Ліг | Націоналістична партія Бангладеш | Джатія | Безпартійні |

| № | Фото | Ім'я (роки життя)                                                                   | англ. Name бенг. নাম                             | Початок правління | Кінець правління | Партія                           |
| - | ---- | ----------------------------------------------------------------------------------- | ----------------------------------------------- | ----------------- | ---------------- | -------------------------------- |
| 1 |      | Хундакар Муштак Ахмед (1918—1996) Президент — керівник уряду                        | англ. Khondaker Mostaq Ahmad খন্দকার মোশতাক আহমেদ    | 15 серпня 1975    | 6 листопада 1975 | Авамі Ліг                        |
| 2 |      | Абу Садат Мухаммед Саєм (1916—1997) Президент — Голова Адміністрації воєнного стану | англ. Abu Sadat Mohammad Sayem আবু সাদাত মোহাম্মদ সায়েম | 6 листопада 1975  | 7 листопада 1976 | Авамі Ліг                        |
| 3 |      | Зіаур Рахман (1931—1981) Президент — Голова Адміністрації воєнного стану            | англ. Ziaur Rahman জিয়াউর রহমান                    | 7 листопада 1976  | 9 квітня 1979    | Націоналістична партія Бангладеш |
| 4 |      | Хуссейн Мухаммед Ершад (1930—) Президент — Голова Адміністрації воєнного стану      | англ. Hussain Muhammad Ershad হুসেইন মুহাম্মদ এরশাদ   | 24 березня 1982   | 30 березня 1984  | Джатія                           |
| 5 |      | Шахабуддін Ахмед (1930—) Президент (в.о.) — керівник перехідної ради                | англ. Shahabuddin Ahmed শাহাবুদ্দিন আহমেদ             | 6 грудня 1990     | 20 березня 1991  | Безпартійний                     |